# Светлое (Волынская область)
Светлое (укр. Світле) — село в Поворской сельской общине Ковельского района Волынской области Украины.
Код КОАТУУ — 0722188802. Население по переписи 2001 года составляет 105 человек. Почтовый индекс — 45053. Телефонный код — 3352. Занимает площадь 0,027 км².